# IMac
O iMac é uma família de computadores Macintosh multifuncionais projetados e construídos pela Apple Inc. Ele tem sido a parte principal das ofertas de desktops para consumidores da Apple desde sua estreia em agosto de 1998 e evoluiu em sete formas distintas. Em sua forma original, o iMac G3 tinha uma aparência de goma ou ovo, com um monitor CRT, principalmente envolto por uma caixa de plástico colorida e translúcida, que foi atualizada desde o início com um design mais elegante, notável por sua unidade óptica carregada por slot. A segunda grande revisão, o iMac G4, mudou o design para uma base hemisférica contendo todos os componentes principais e um monitor LCD em um braço de movimento livre preso a ele. A terceira e quarta revisões principais, o iMac G5 e o Intel iMac respectivamente, colocaram todos os componentes imediatamente atrás da tela, criando um design fino e unificado que se inclina apenas para cima e para baixo em uma base de metal simples.

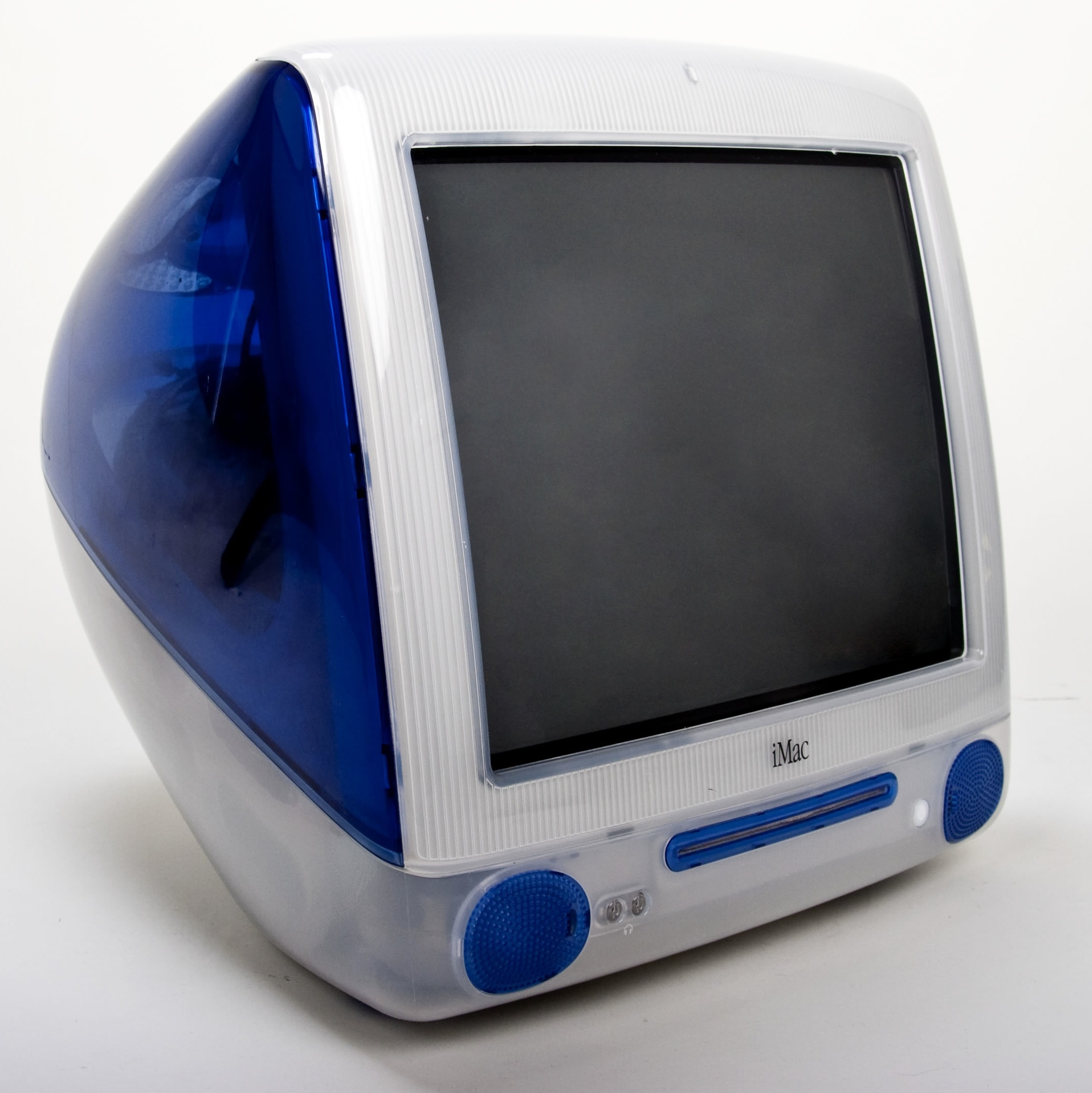
iMac G3

A quinta grande revisão (meados de 2007) compartilhava a mesma forma do modelo anterior, mas era mais fina e usava alumínio anodizado e um painel de vidro em toda a frente. A sétima revisão principal (final de 2012) usa uma unidade de exibição diferente, omite o SuperDrive e usa técnicas de produção diferentes das versões monobloco mais antigas. Isso permite que seja mais fino na borda do que os modelos mais antigos, com uma espessura de borda de 5,9 mm (mas com a mesma profundidade máxima). Ele também inclui uma configuração de microfone duplo e unidade de estado sólido (SSD) ou armazenamento em disco rígido ou um Apple Fusion Drive, um híbrido de unidades de estado sólido e de disco rígido. Esta versão do iMac foi anunciada em outubro de 2012, com a versão de 21,5 polegadas (55 cm) lançada em novembro e a versão de 27 polegadas (69 cm) em dezembro; estes foram atualizados em setembro de 2013, com novos processadores Haswell, gráficos mais rápidos, opções de SSD mais rápidas e maiores e cartões Wi-Fi 802.11ac.
Em outubro de 2014, foi anunciada uma grande revisão do iMac de 27 polegadas (69 cm), cuja principal característica é uma tela " Retina 5K " com resolução de 5120 × 2880 pixels. O novo modelo também inclui um novo processador, chip gráfico e IO, além de várias novas opções de armazenamento. Uma grande revisão do iMac de 21,5 polegadas (55 cm) foi anunciada em outubro de 2015. Sua principal característica é uma tela "Retina 4K" com resolução de 4096 × 2304 pixels. Ele tem o mesmo novo processador, chip gráfico e E/S do iMac de 27 polegadas, além de várias novas opções de armazenamento.
Em 5 de junho de 2017, a Apple anunciou uma versão de classe de estação de trabalho chamada iMac Pro, que apresenta processadores Intel Xeon e armazenamento SSD padrão. Ele compartilha o design e a tela do iMac 5K, mas é colorido em cinza espacial em vez de prata. A Apple começou a enviar o iMac Pro em dezembro de 2017. O iMac Pro foi descontinuado em 2021.
Em 20 de abril de 2021, a Apple anunciou um iMac de 24" (o tamanho real da tela diagonal é de 23,5 pol.) com um processador Apple M1, o primeiro como parte de sua transição para o silício da Apple. Ele vem em sete cores (Prata, Azul, Verde, Laranja, Amarelo, Roxo e Rosa) com tela Retina de 4,5 K. Na configuração básica, os iMacs M1 vêm com duas portas Thunderbolt 3 / USB 4 e duas portas USB Type-C 3.1 Gen 2 portas nas configurações superiores.

A linha do tempo do iMac de 1998 a 2021, comparando-o com o Macintosh 128K original (1984). Este gráfico mostra a mudança nas características físicas e na aparência do produto.

## História
O anúncio do iMac em 1998 foi fonte de controvérsia e expectativa entre comentaristas, fãs do Mac e detratores. As opiniões se dividiram sobre as mudanças drásticas da Apple no hardware do Macintosh. Na época, a Apple havia sofrido uma série de contratempos, pois os consumidores optavam cada vez mais por máquinas Wintel (PCs Windows com CPUs Intel) em vez dos modelos Performa da Apple. Muitos na indústria pensaram que a Apple "assediada" logo seria forçada a começar a vender computadores com uma interface personalizada construída sobre uma ou mais bases de sistema operacional em potencial, como Taligent, Solaris ou Windows 98.
O designer por trás do case do iMac foi Jonathan Ive.
Ken Segall era um funcionário de uma agência de publicidade de Los Angeles que cuidava da conta da Apple, que surgiu com o nome "iMac" e o apresentou a Steve Jobs. Após a morte de Jobs, Segall afirmou que Jobs preferia "MacMan" para o nome do computador, mas depois que Segall lançou "iMac" para ele duas vezes, o nome foi aceito. Segall diz que o "i" significa " Internet ", mas também representa o produto como um dispositivo pessoal e revolucionário ('i' para "individualidade" e "inovação"). Mais tarde, a Apple adotou o prefixo 'i' em suas linhas de hardware e software de consumo, como iPod, iBook (mais tarde MacBook), iPhone, iPad e vários softwares como o iLife, iCloud e iWork e o reprodutor/loja de mídia da empresa, iTunes.
O iMac foi "projetado para facilitar a conexão dos usuários domésticos à Internet". Um comercial, apelidado de "Simplicity Shootout", colocou Johann Thomas, de sete anos, e seu border collie Brodie, com um iMac, contra Adam Taggart, um estudante de MBA da Universidade de Stanford, com um HP Pavilion 8250, em uma corrida para configurar seus computadores. Johann e Brodie terminaram em 8 minutos e 15 segundos, enquanto Adam ainda estava trabalhando nisso no final do comercial.